# وشترشتتن
وشترشتتن (به آلمانی: Westerstetten) یک شهر در آلمان است که در الب-دانو-کریس واقع شده‌است.
 وشترشتتن  ۲٬۱۷۸ نفر جمعیت دارد.